# 21517 Dobi
21517 Dobi là một tiểu hành tinh đặt tên theo Kledin Dobi, a student from Philadelphia. The naming rights to the asteroid were awarded to Kledin Dobi for his top placing mathematical proof ngày display ở 2005 International Science và Engineering Fair. He attended Julia R. Masterman High School và attends Harvard University.